# La battaglia di Mary Kay
La battaglia di Mary Kay (Hell on Heels: The Battle of Mary Kay) è un film per la televisione del 2002 che tratta un momento cruciale nella vita di Mary Kay Ash, interpretata da Shirley MacLaine, imprenditrice e fondatrice della Mary Kay, Inc., azienda leader negli Stati Uniti dal 1963 nel campo dei cosmetici. La sua interpretazione valse a Shirley MacLaine una nomination ai Golden Globe come miglior attrice in un film televisivo.
Andato in onda negli Stati Uniti sulla rete CBS il 7 ottobre 2002, in Italia è stato trasmesso in prima serata su Sky Cinema 1 il 6 ottobre 2004.

## Trama
La non più giovane Mary Kay Ash, a capo della più redditizia ditta di cosmetici degli Stati Uniti, si vede sorpassata in vendite e successo dalla concorrente Beauty Control, lanciata dall'intraprendente moglie del proprietario, Jinger Heath. Ma Mary Kay non si arrende, e grazie al suo intuito e alla sua incredibile esperienza, saprà fronteggiare l'avversario, all'inizio lanciatissimo, fino a sconfiggerlo definitivamente.